# Арбуду, Арли Арзасович
Арли Арзасович Арбуду (20 января 1917, с. Александровка, Пишпекский уезд, Семиреченская область, Туркестанский край, Российская Империя — 16 сентября 1986, Фрунзе, Киргизская ССР, СССР) — дунганский советский писатель, переводчик, член Союза писателей СССР (с 1967 года), член Союза журналистов СССР (с 1962 года).

## Биография
Родился в 1917 году в селе Александровка Пишпекского уезда Семиренченской области Туркестанского края Российской Империи.
В 1933 году окончил Александровскую начальную школу и поступил в младшую группу дунганского отделения Киргизского педагогического техникума. Когда в Алма-Ате открылось дунганское педагогическое училище, Арли Арбуду перевёлся туда. В училище возглавил комсомольскую организацию, был активным пропагандистом новой жизни среди дунганского населения Алма-Аты. В связи с реорганизацией дунганского педагогического училища Арбуду перевёлся в Алма-Атинский русский педагогический техникум, по окончании которого его направили учителем в неполную среднюю школу им. Кирова Коктерекского района Джамбульской области Казахской ССР. Затем стал завучем этой школы.
В 1940 году был призван на военную службу. Великая Отечественная война застала Арли Арбуду в Ленинграде, где пережил 900-дневную блокаду.
Демобилизовавшись в 1945 году, вернулся к преподаванию. Проработав несколько месяцев инспектором Фрунзенского областного отдела народного образования, в 1946 году поступил в институт иностранных языков в городе Алма-Ате. В 1950 году направлен преподавателем английского языка в среднюю школу им. Мичурина Пржевальского района Киргизской ССР. В начале 1952 года переехал в село Милянфан Кантского района, где продолжал преподавать до 1956 года. Затем стал редактором дунганской литературы в Киргизском государственном издательстве. С 1957 года Арбуду возглавлял отдел культуры и быта в редакции дунганской газеты «Шыйуэди чи».

## Творчество
Свою литературную деятельность Арли Арзасович начал в 1955 году, когда возобновили прерванное войной издание литературы на дунганском языке. Первая книга Арли Арбуду вышла в 1958 году в Киргизском государственном издательстве. Это была повесть «Мечты девушки». С тех пор Киргизгосиздат выпустил несколько его сборников. Арбуду Арзасович также автор хрестоматии по литературному чтению для учащихся 6-го класса дунганской школы. Писатель занимался и художественным переводом. Он перевёл на дунганский язык произведения Л. Н. Толстого, А. П. Чехова, А. И. Куприна и ряда киргизских писателей.

## Память
- В честь Арли Арзасовича назвали СШ № 2 в селе Александровка[3].

## Награды
- Медаль «За отвагу» (СССР)[1];
- Медаль «За оборону Ленинграда»[1];
- Медаль «За победу над Германией в Великой Отечественной войне 1941—1945 гг.»[1];
- Медаль «В ознаменование 100-летия со дня рождения Владимира Ильича Ленина»[1];
- Юбилейная медаль «Тридцать лет Победы в Великой Отечественной войне 1941—1945 гг.»[1];
- Медаль «В память 250-летия Ленинграда»[1];
- Почётная грамота Президиума Верховного Совета Киргизской ССР[1].